# Vavray-le-Grand
Vavray-le-Grand är en kommun i departementet Marne i regionen Grand Est (tidigare regionen Champagne-Ardenne) i nordöstra Frankrike. Kommunen ligger i kantonen Heiltz-le-Maurupt som tillhör arrondissementet Vitry-le-François. År 2022 hade Vavray-le-Grand 170 invånare.

## Befolkningsutveckling
Antalet invånare i kommunen Vavray-le-Grand
| Referens: INSEE |